# Benninamane, Belur
Benninamane là một làng thuộc tehsil Belur, huyện Hassan, bang Karnataka, Ấn Độ.